# Saffar (planeta)
Saffar (Ypsilon Andromedae b) – planeta pozasłoneczna typu gorącego jowisza, obiegająca gwiazdę Ypsilon Andromedae. Jest mniej masywna od Jowisza, ale prawdopodobnie ma większą średnicę, gdyż ze względu na niewielką odległość od gwiazdy centralnej, wysoka temperatura powoduje rozszerzenie się atmosfery. Obserwowana z Ziemi, planeta nie przechodzi przed tarczą gwiazdy.

## Nazwa
Nazwa własna planety, Saffar, została wyłoniona w 2015 roku w publicznym konkursie. Ibn al-Saffar nauczał arytmetyki, geometrii i astronomii w XI wieku w należącej do Maurów Kordobie. Nazwę planety zaproponował Klub Astronomiczny Vega z Maroka.

## Atmosfera planety
Niewielka odległość sprawia też, że planeta najprawdopodobniej obraca się synchronicznie (okresy obrotu i obiegu wokół gwiazdy są równe). Rezonans ten determinuje cyrkulację atmosferyczną planety. Spodziewano się, że pośrodku dziennej strony Saffara znajduje się „plama gorąca”, obszar najsilniej ogrzewany przez gwiazdę, od której wieją silne wiatry, przenoszące ciepło na stronę odwrotną. Kosmiczny Teleskop Spitzera zaobserwował promieniowanie podczerwone planety, stwierdzając różnice temperatur między dzienną i nocną stroną planety sięgające 1440 °C.
Obserwacje przeprowadzone w 2010 roku istotnie wskazały, że na widocznej powierzchni planety znajduje się plama gorąca, jednak wbrew oczekiwaniom wcale nie w punkcie podsłonecznym, ale przesunięta względem niego o 80° długości planetograficznej, blisko granicy strony dziennej i nocnej. Wytłumaczenie tego zjawiska nie jest znane, naukowcy podejrzewają, że może je powodować oddziaływanie magnetosfer gwiazdy i planety, lub fala uderzeniowa tworzona przez naddźwiękowy wiatr w atmosferze.